# Plica aryepiglottica
De plica aryepiglottica is een slijmvliesplooi in de keel (farynx). Het is een anatomisch deelgebied van de hypofarynx en strekt zich aan beide zijden van het strotklepje (epiglottis) uit naar het ringkraakbeen. Het vormt de laterale randen van het strottenhoofdvoorhof.
De aryepiglottische plooi speelt een rol bij stemtechnieken als 'twang' waarbij de ruimte vlak boven het strottenhoofd wordt vernauwd. Bij een andere techniek, 'growling', trilt de plica aryepiglottica mee.